# Neal Acree
Neal Acree (Tarzana, Califòrnia, 11 de juliol de 1974) és un compositor de cinema nord-americà, amb una notable reputació en pel·lícules de la sèrie B.
Ha escrit 30 llargmetratges, ha contribuït amb música a les populars franquícies de videojocs de Blizzard Entertainment StarCraft II, World of Warcraft, Diablo III, Overwatch, així com al MMO xinès Revelation Online. El seu treball televisiu inclou les sèries Stargate SG-1, Stargate Atlantis, Witchblade (TV) i la primera temporada de Sanctuary.

## Premis
- Millor edició de so i música - Overwatch: Honor and Glory - MPSE Golden Reel Awards (2018)[1]
- Compositor de l'any - Massively Overpowered Online VGM Awards (2016)
- Millor puntuació d'expansió - World of Warcraft: Warlords of Draenor - Massively Overpowered Online VGM Awards (2016)
- Millor banda sonora - Revelation Online - MMOSite Readers Choice Awards (2016)
- Millor música, videojoc - Overwatch - Hollywood Music in Media Awards (2016)
- Compositor de l'an - BSOSpirit Jerry Goldsmith Awards Awards (2016)
- Millor música, videojoc- Revelation Online - BSOSpirit Jerry Goldsmith Awards Awards (2016)
- Millor música, videojoc- Revelation Online - Scorecast Genius Choice Vote (2015)
- Millor Àudio Cinematogràfic/Cutscene - StarCraft II: Legacy of the Void - Game Audio Network Guild Awards (2015)
- Millor música, mitjans visuals - World of Warcraft: Warlords of Draenor - Hollywood Music in Media Awards (2015)
- Millor edició de so i música - StarCraft II: Heart of the Swarm - MPSE Golden Reel Awards (2014)[1]
- Premi al Mèrit: Soundtrack (Motion Picture) - Assassination Games - Global Music Awards (2013)[1]
- Premi al Mèrit: Soundtrack (Video Game)-World of Warcraft: Mists of Pandaria - Global Music Awards (2013)[1]
- Millor música, joc - World of Warcraft: Mists of Pandaria - Scorecast Cue Awards (2013)
- Millor música, mitjans visuals - Diablo III - Hollywood Music in Media Awards (2012)
- Àudio de l'any - Diablo III - Game Audio Network Guild Awards (2012)[2]
- Millor Audio - Diablo III - Game Developer's Choice Online Awards (2012)[3]
- Millor Àudio Cinematogràfic/Cutscene - StarCraft II: Wings of Liberty - Game Audio Network Guild Awards (2011)[4]
- Millor Vocal (Coral) - World of Warcraft: Cataclysm (lyrics by) - Game Audio Network Guild Awards (2011)[4]
- Millor Àudio Cinematogràfic/Cutscene - World of Warcraft: Wrath of the Lich King - Game Audio Network Guild Awards (2009)[5]
- Millor ús de la música - World of Warcraft: The Burning Crusade - Telly Awards (2007)

## Nominacions
- Puntuació de videojocs de l'any - StarCraft II: Legacy of the Void - ASCAP Composer's Choice Awards (2015)
- Millor banda sonora original per a un videojoc - Revelation Online - International Film Music Critics Association Awards (2015)
- Millors instrumentals: The Chosen - Main Theme from - Revelation Online - Game Audio Network Guild Awards (2015)
- Millor puntuació de videojocs - Revelation Online - Movie Music UK Awards (2015)
- Millor puntuació del joc interactiu - Revelation Online - Reel Music Awards (2015)
- Millor música, joc- StarCraft II: Legacy of the Void - Soundtrack Geek Awards (2015)
- Millor banda sonora original per a un videojoc - World of Warcraft: Warlords of Draenor - International Film Music Critics Association Awards (2014)
- Millor música: Visual Media - Diablo III - Hollywood Music In Media Awards (2012)[6]
- Composició musical destacada - World of Warcraft: Cataclysm - Interactive Achievement Awards (2011)[7]
- Composició musical destacada - StarCraft II: Wings of Liberty - Interactive Achievement Awards (2011)[8]
- Millor Àudio Cinematogràfic/Cutscene - World of Warcraft: Cataclysm - Game Audio Network Guild Awards (2011)[4]
- Música de l'any - World of Warcraft: Wrath of the Lich King - Game Audio Network Guild Awards (2009)
- Banda sonora de l'any - World of Warcraft: Wrath of the Lich King - Game Audio Network Guild Awards (2009)
- Composició musical destacada - World of Warcraft: Wrath of the Lich King - Interactive Achievement Awards (2009)[9]

## Video game musical
- World of Warcraft: Shadowlands (2020)
- Rend (2019)
- Wangzhe Rongyao: Chuzheng (2019)
- World of Warcraft: Battle for Azeroth (2018)
- World of Warcraft: Legion (2016)
- Overwatch (2016)
- StarCraft II: Legacy of the Void (2015)
- Imperial Reign (2015)
- Revelation Online (2015)
- World of Warcraft: Warlords of Draenor (2014)
- Diablo III: Reaper of Souls (2014)
- Starcraft II: Heart of the Swarm (2013)
- World of Warcraft: Mists of Pandaria (2012)
- Diablo III (2012)
- World of Warcraft: Cataclysm (2010)
- StarCraft II: Wings of Liberty (2010)
- World of Warcraft: Wrath of the Lich King (cinematogràfic d'obertura) (2008)
- World of Warcraft: The Burning Crusade (cinematogràfic d'obertura) (2006)

## Television music
- Sanctuary (primera temporada)[10]
- Stargate Atlantis[11]
- Stargate SG-1[12]
- Stargate Universe[13]
- Witchblade[14]
- The Legend of Vox Machina[15]

## Films musicals
| - Animal World (2018) - The Saint (2017) - Falcon Rising starring Michael Jai White (2014) - Six Bullets starring Jean-Claude Van Damme (2012) - Assassination Games starring Jean-Claude Van Damme (2011) - War of the Dead (2011) - Witchville (2011) - The Mechanic starring Jason Statham (música addicional) (2010) - Hallowed Ground (2008) - Stargate: Continuum (música addicional) (2008) - Stargate: The Ark of Truth (additional music) (2008) - Juncture (2007) - Throttle (2005) - Crash Landing (2005) - 7 Seconds (2005) | - Cerberus (2005) - Gargoyle: Wings of Darkness (2004) - Method (film) (2004) - The Curse of the Komodo (2004) - Deadly Swarm (2003) - Lost Treasure (2003) - Project Viper (2002) - Gale Force (2002) - Venomous (2001) - Ablaze (2001) - Critical Mass (2001) - They Crawl (2001) - Crash Point Zero (2001) - Militia (2000) |